# Titularbistum Attuda
Attuda ist ein Titularbistum der römisch-katholischen Kirche. 
Es geht zurück auf ein früheres Bistum in der gleichnamigen antiken Stadt Attuda in der kleinasiatischen Landschaft Karien (spätantike römische Provinz Phrygia Pacatiana), die der Kirchenprovinz Hierapolis angehörte, dem heutigen Hisarköy in der westlichen Türkei.
| Titularbischöfe von Attuda |                                                      |                                                   |                  |                 |
| Nr.                        | Name                                                 | Amt                                               | von              | bis             |
| 1                          | Máximo Fernández OP                                  | Apostolischer Vikar von Zentral-Tonking (Vietnam) | 12. Februar 1898 | 12. August 1924 |
| 2                          | Aloysius Chen Guo-di OFM (Aloysius Tchen Chao-t'ien) | Apostolischer Vikar von Fenyang (China)           | 14. Juli 1926    | 9. März 1930    |
| 3                          | Pierre-Henri-Noël Gubbels OFM                        | Apostolischer Vikar von Yichang (Republik China)  | 25. März 1930    | 11. April 1946  |
| 4                          | Johannes Baptist Lück SCI                            | Apostolischer Vikar von Aliwal (Südafrika)        | 13. März 1947    | 11. Januar 1951 |
| 5                          | Guillermo Escobar Vélez                              | Weihbischof in Antioquía (Kolumbien)              | 7. März 1952     | 1. April 1955   |
| 6                          | Antônio Ferreira de Macedo CSsR                      | Weihbischof in São Paulo (Brasilien)              | 20. April 1955   | 22. Juni 1964   |